# Wilhelm Jordan
Wilhelm Jordan (1842–1899) fue un geodesista alemán que hizo trabajos de topografía en Alemania y África. Es recordado entre los matemáticos por su algoritmo de la eliminación de Gauss-Jordan que aplicó para resolver el problema de mínimos cuadrados. Esta técnica algebraica apareció en su Handbuch der Vermessungskunde (1873).

## Biografía
Jordan nació en Ellwangen, un pequeño pueblo en el sur de Alemania. Estudió en el Instituto Politécnico de Stuttgart y después de trabajar durante dos años como asistente de ingeniería en las etapas preliminares de la construcción del ferrocarril, volvió allí como asistente en geodesia. En 1868, cuando tenía 26 años, fue nombrado profesor titular en Karlsruhe. En 1874, Jordan participó en la expedición de Friedrich Gerhard Rohlfs a Libia. Desde 1881 hasta su muerte fue profesor de geodesia y geometría práctica en la Universidad Técnica de Hannover. Fue un prolífico escritor y su obra más conocida fue su Handbuch der Vermessungskunde (Libro de Texto de Geodesia).

## Trabajos destacados
Wilhelm Jordan, en su trabajo sobre topografía, usó el método de mínimos cuadrados de forma habitual. Este método es especialmente útil en disciplinas como la topografía, la geodesia o la astronomía, caracterizadas porque cuando se realizan observaciones existe una redundancia en medidas de ángulos y longitudes. No obstante, existen relaciones que conectan las medidas, y se pueden escribir como un sistema lineal sobre-determinado (más ecuaciones que incógnitas) al cual se le aplica el método. El propio Jordan participó en trabajos de geodesia a gran escala en Alemania, así como en la primera topografía del desierto de Libia. En 1873 fundó la revista alemana Journal of Geodesy y ese mismo año publicó la primera edición de su famoso Handbuch.
Como los métodos de mínimos cuadrados eran tan importantes en topografía, Jordan dedicó la primera sección de su Handbuch a este asunto. Formando parte de la discusión, dio una detallada presentación del método de eliminación de Gauss para convertir el sistema dado en triangular. Entonces mostró cómo la técnica de sustitución hacia atrás permitía encontrar la solución cuando se conocían los coeficientes. Sin embargo, anota que si se realiza esta sustitución, no numérica sino algebraicamente, se pueden obtener las soluciones de las incógnitas con fórmulas que involucran los coeficientes del sistema. En la primera y segunda edición (1879) de su libro simplemente dio estas fórmulas pero en la cuarta edición (1895) dio un algoritmo explícito para resolver un sistema de ecuaciones con matriz de coeficientes simétrica, que son las que aparecen en los problemas de mínimos cuadrados. Este algoritmo es, en efecto, el método de "Gauss-Jordán".
Aunque Jordan no usó matrices como se hace actualmente, realizaba el trabajo sobre tablas de coeficientes y explicaba cómo pasar de una fila a la siguiente, como muchos textos hacen hoy en día. La mayor diferencia entre su método y el actual es que Jordan no hacía el pivote de cada fila igual a 1 durante el proceso de solución. En el paso final, simplemente expresaba cada incógnita como un cociente con el pivote como denominador.
El Handbuch se convirtió en un trabajo estándar en el campo de la geodesia, llegando hasta diez ediciones en alemán y traducciones a otras lenguas. Incluso la octava edición de 1935 contenía la primera sección con la descripción del método de Gauss-Jordan. En la edición más reciente, publicada en 1961, ya no aparece. Por supuesto, en esa edición gran parte de lo que Jordan había escrito originalmente había sido modificado más allá de lo reconocible por los editores.
A mediados de la década de 1950 la mayoría de las referencias al método de Gauss-Jordan se encontraban en libros y artículos de métodos numéricos. En las décadas más recientes ya aparece en los libros elementales de álgebra lineal. Sin embargo, en muchos de ellos, cuando se menciona el método, no se referencia al inventor.